# Воронцовский переулок (Одесса)
Воронцовский переулок — улица в историческом центре Одессы, связывает Приморский бульвар с Екатерининской площадью.

## История
Проложен в 1830 году (Екатерининский переулок), имел дугообразную форму
— повторяя контур разрушенной турецкой крепости Ени-Дунья (на месте современного Воронцовского дворца), вёл к Екатерининской площади.
У пересечения с Приморским бульваром находилось владение семьи Куликовских, которое было выкуплено графом Воронцовым. На этом месте в 1827 году был построен по проекту архитектора Ф. К. Боффо Воронцовский дворец.
По имени владельца дворца в 1836 году переулок получил своё новое название — Воронцовский (также употреблялся вариант переулок Воронцова).
В 1850 году параллельно употребляется другое название — Графский переулок, по титулу Воронцова, но название не прижилось.
В 1838 году произошло знаменательное событие — впервые в Российской империи под руководством полковника Бюрно здесь была уложена «нефть и асфальтовый камень» (то есть — асфальт).
После установления Советской власти, в январе 1924 года, переулок сменил название на Краснофлотский. В 1917—1918 годах, при Украинской народной республике, в здании Воронцовского дворца действовал совет матросских депутатов. В 1925 году городской совет поддержал просьбу о преименовании, однако решение горсовета не было опубликовано. Поэтому 10 октября 1927 городской совет снова поднимает вопрос переименования переулка, связав это с 10-й годовщиной Октябрьской революции.
Историческое название переулку было возвращено 22 февраля 1991 года.

## Достопримечательности
- Ансамбль Воронцовского дворца — Воронцовський прервулок, 2
- «Ведьмин дом» (дом с одной стеной)[2][3]
- Воронцовский переулок, 5 — Построен в 1830-1840 годах.
- Дом Вассаля — Воронцовский переулок, 7 — Построен в 1845 году.
- Доходный дом Бродской — Воронцовский переулок, 12 — Построен в XIX столетии.

## Архитектурные памятники

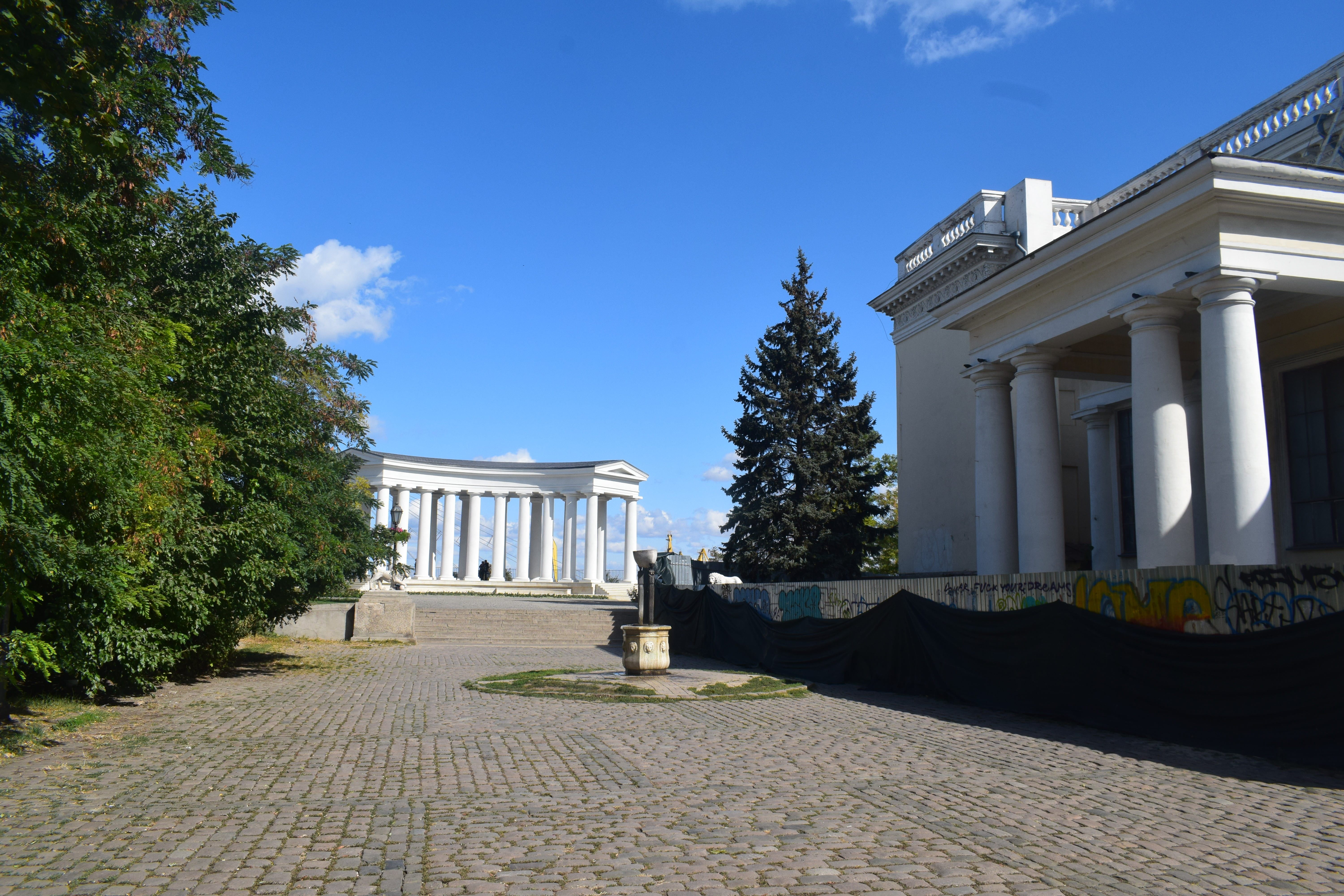
Ансамбль Воронцовского дворца
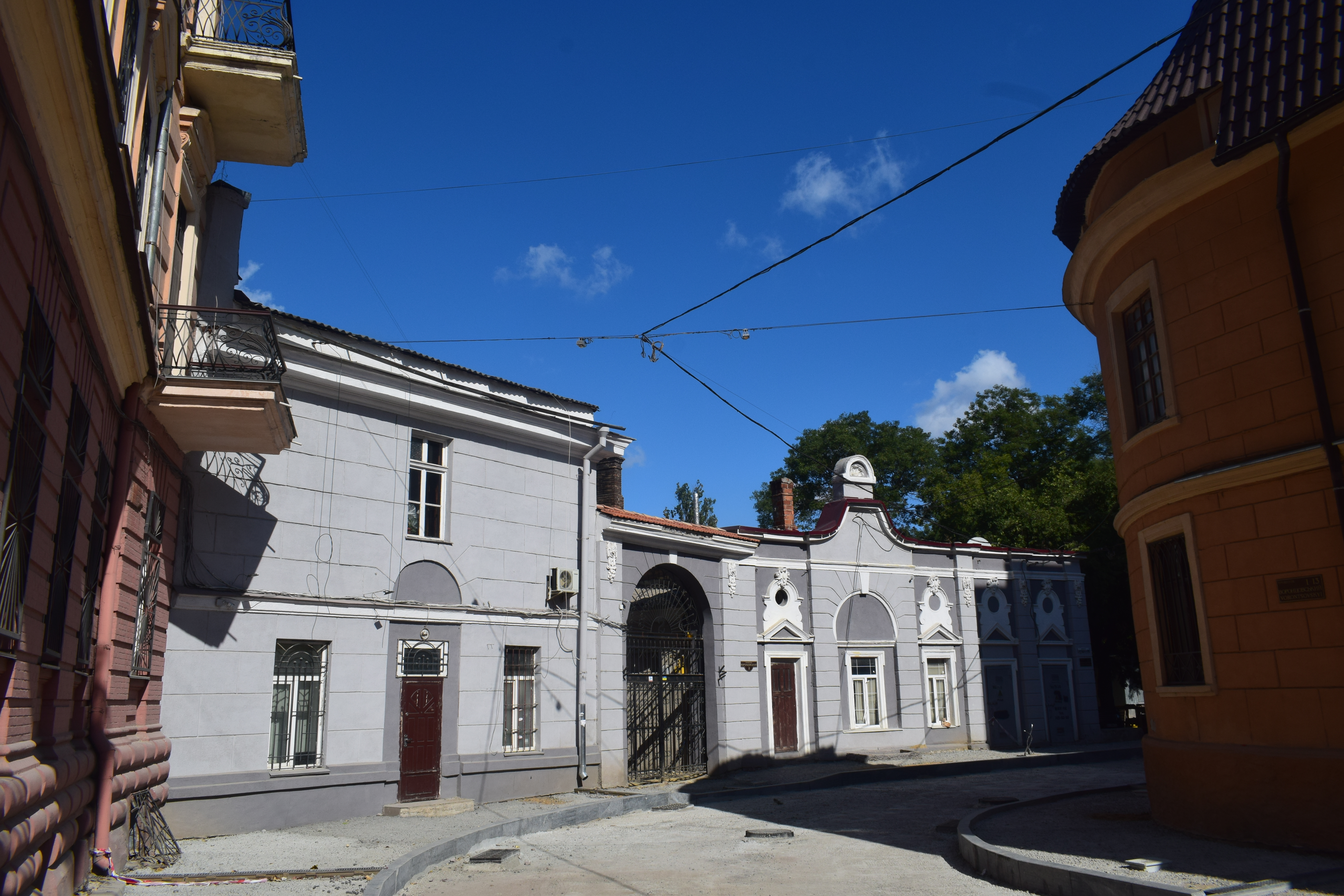
Главный вход в Воронцовский дворец
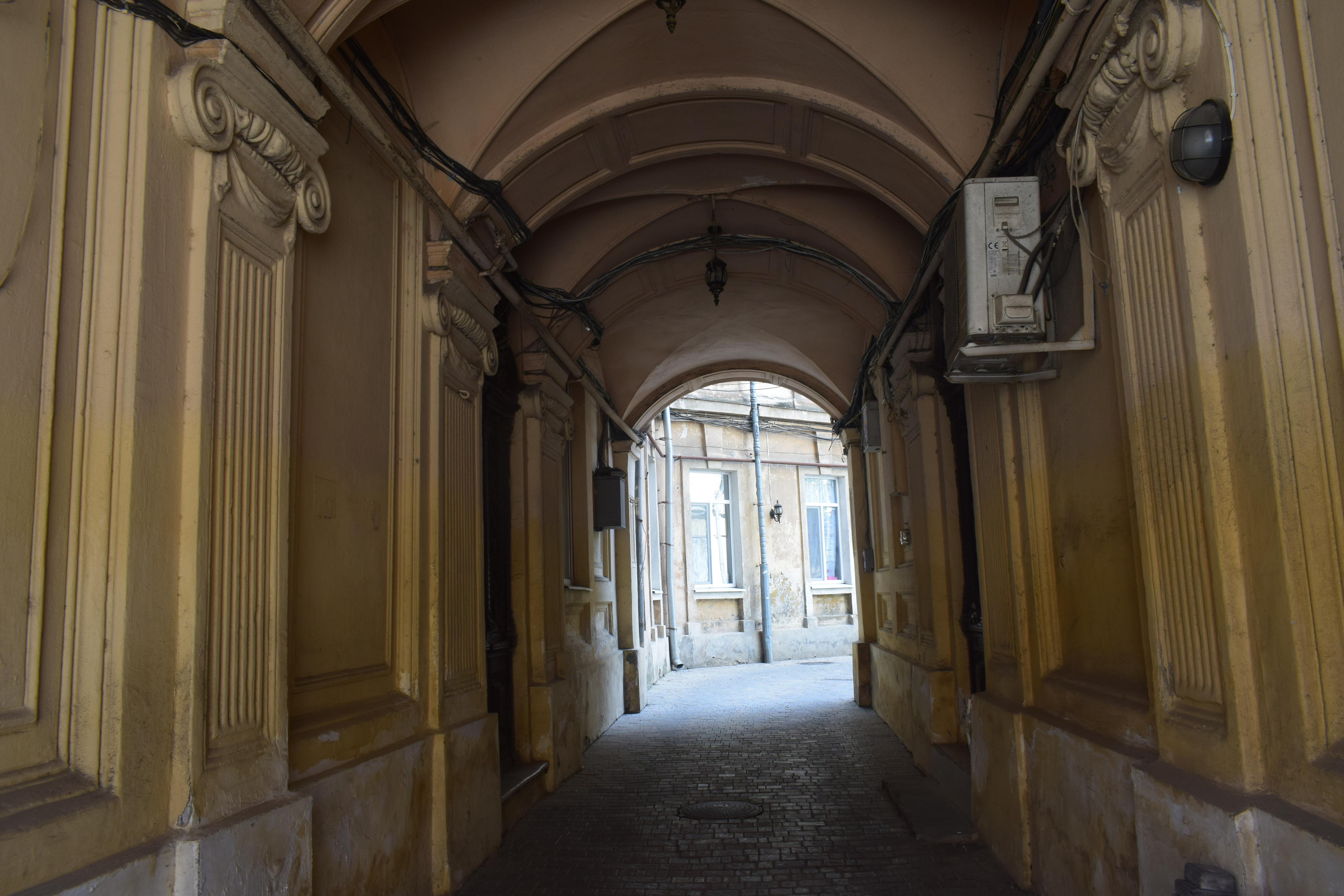
д. 4
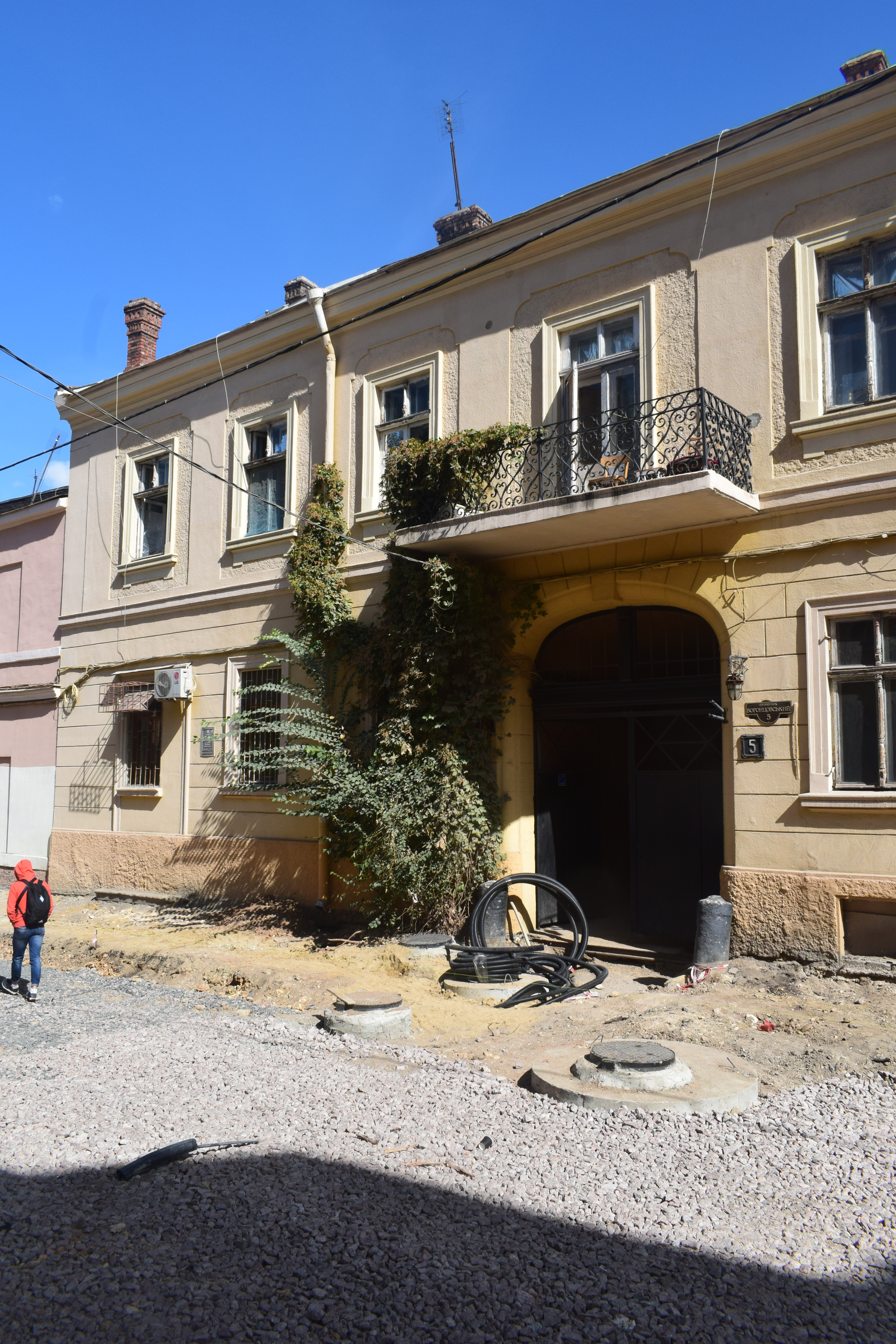
д. 5
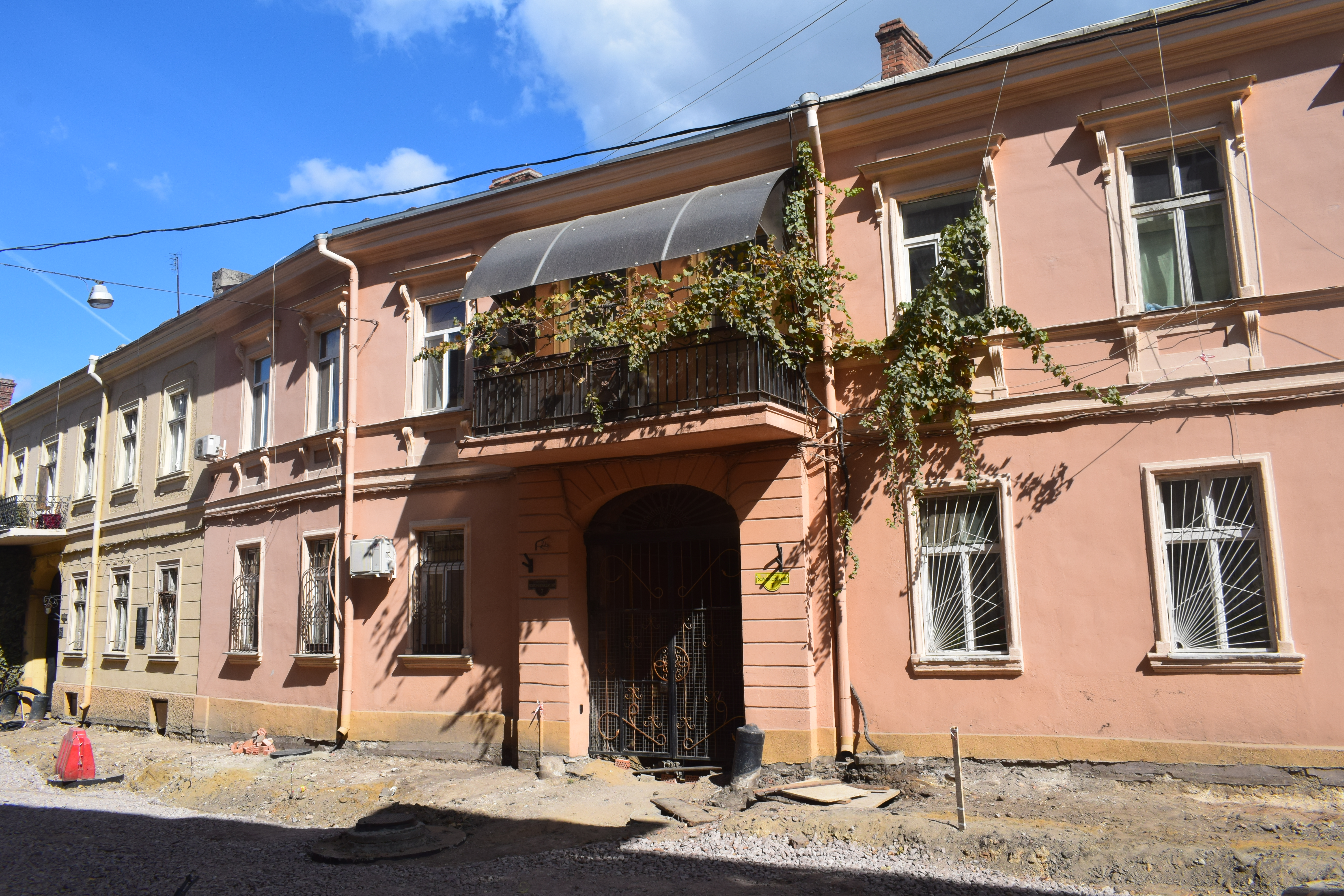
д. 7
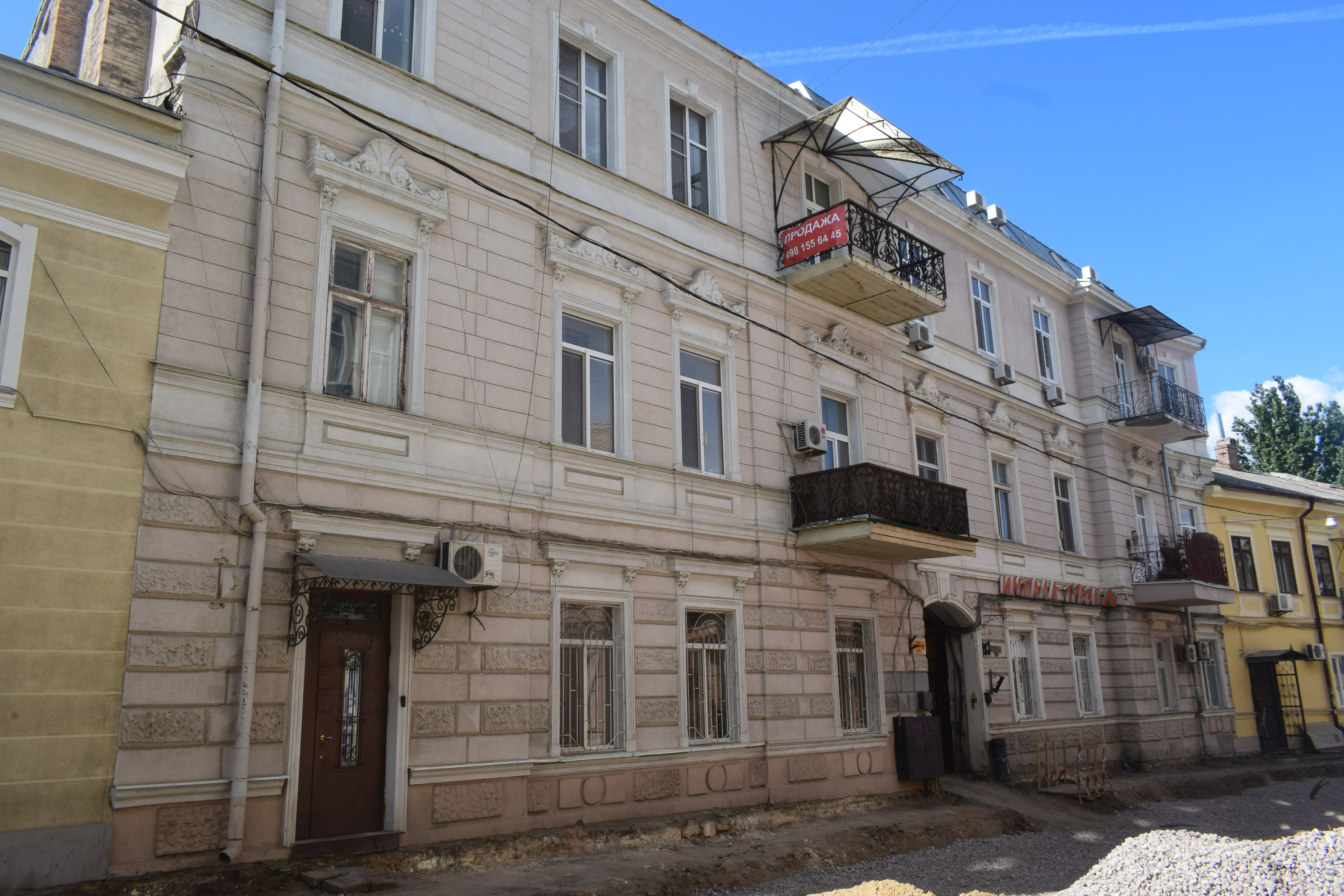
д. 8
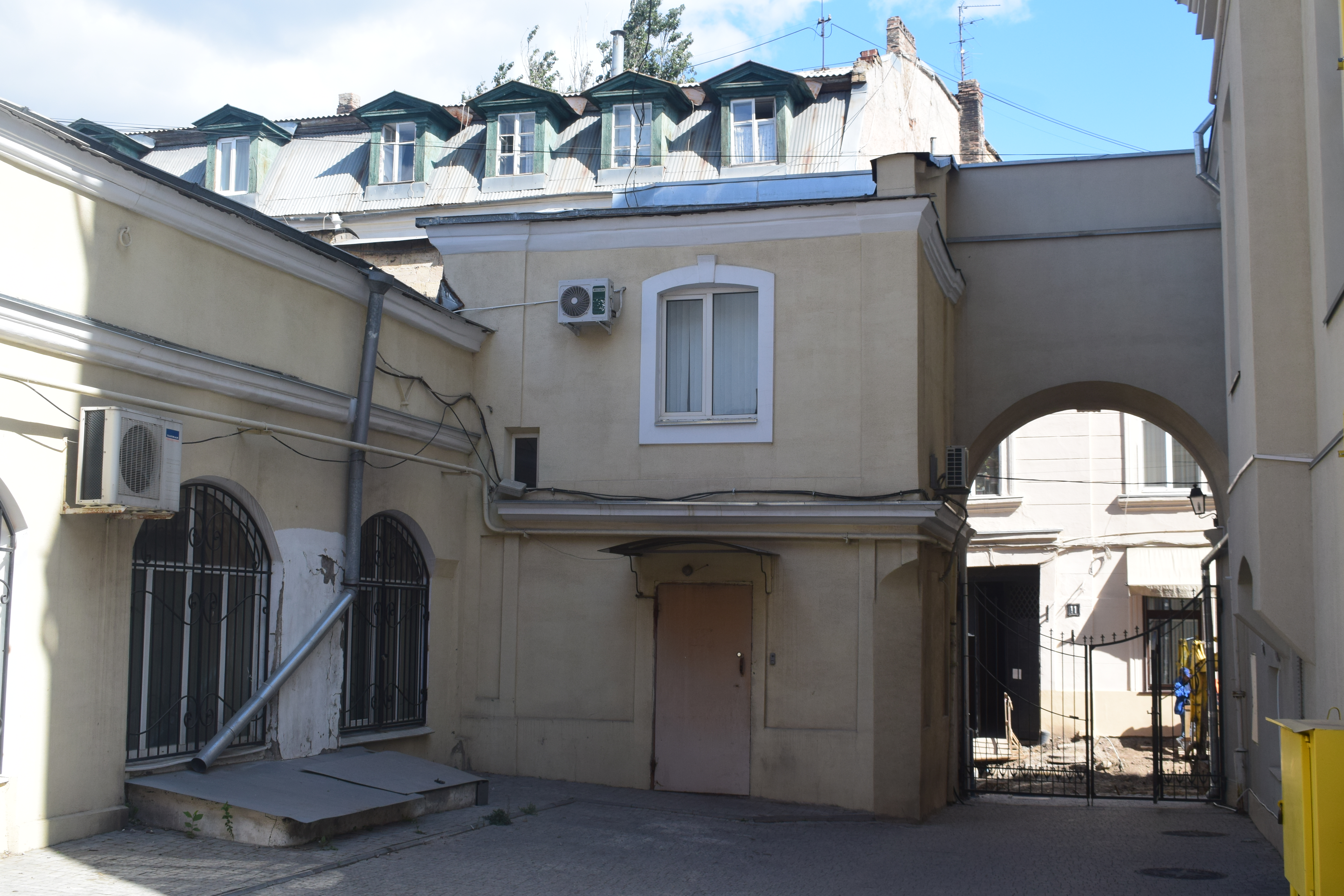
д. 10
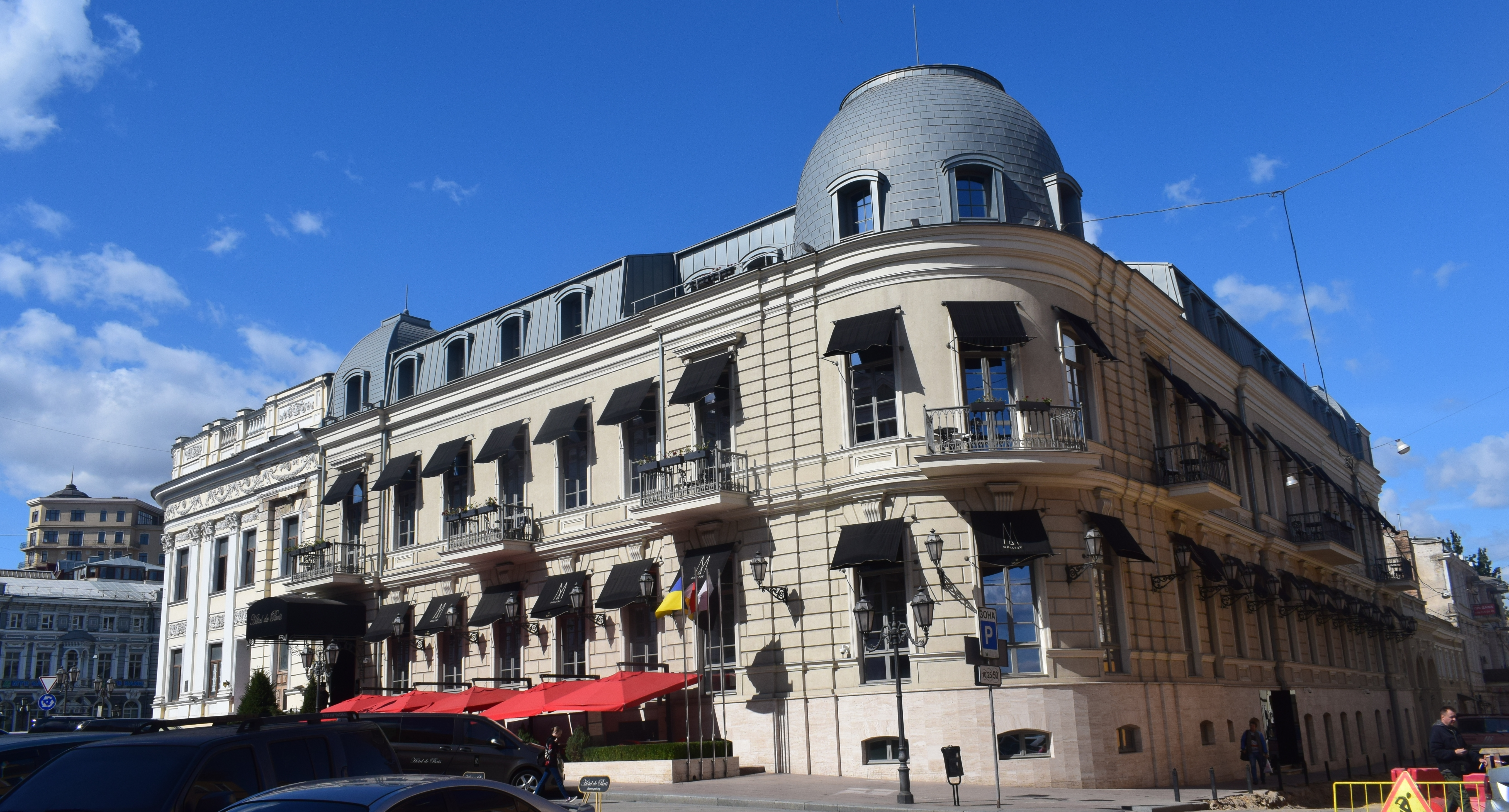
д. 12

,

## Улица кинематографе
«Д’Артаньян и три мушкетёра», «Мы из джаза» (сцена исполнения  героем Панкратова-Чёрного Степой Грушко песни «А ну-ка убери свой чемоданчик»).